# Шашубай
Шашуба́й (каз. Шәшубай, до 2006 г. — Озёрный) — посёлок в Актогайском районе Карагандинской области Казахстана. Административный центр и единственный населённый пункт Шашубайской поселковой администрации. Находится примерно в 169 км к югу от районного центра, центра села Актогай. Код КАТО — 353679100.

## География
Посёлок Шашубай расположен на северном берегу озера Балхаш, на полуострове Кумжота, в 7 км к юго-востоку от города Балхаш.

## История
Образован как рыбацкий посёлок Рыбтрест в 1936 году. В 1975 получил статус посёлка городского типа и название Озёрный. С 1977 по 1993 — административный центр Приозёрного района, с 1993 по 1997 — Токыраунского района. Постановлением Правительства РК от 23 мая 1997 район упразднён, а посёлок вошёл в состав Актогайского района.
Постановлением Президиума Верховного Совета Казахской ССР от 5 июля 1991 года посёлок Озёрный переименован в рабочий поселок Шашубай. Новое название — в честь акына Шашубая Кошкарбаева (1865—1952), жившего в этих местах.

## Население
В 1999 году население посёлка составляло 2368 человек (1126 мужчин и 1242 женщины). По данным переписи 2009 года, в посёлке проживало 2148 человек (1092 мужчины и 1056 женщин).

## Образование
В посёлке имеется образцовая школа, работающая с 1937 года.

## Экономика
Основным занятием жителей является рыболовство и рыбопереработка. В посёлке расположены производственные мощности компании «Балхашбалык».